# Wilhelm von Rehausen

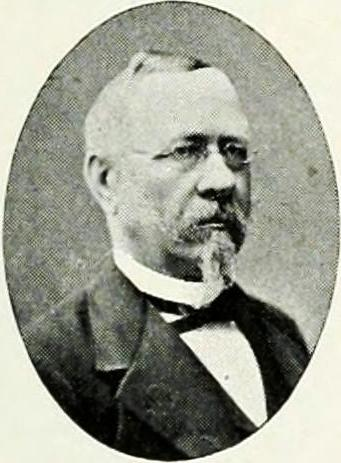
Wilhelm von Rehausen.

Johan Gottlieb Wilhelm von Rehausen, född 12 januari 1819 i Bollnäs socken, Gävleborgs län, död 10 februari 1897 i Hudiksvall, var en svensk militär och riksdagsman. 
von Rehausen blev student vid Uppsala universitet 1836, underlöjtnant vid Hälsinge regemente i Mohed 1840, löjtnant 1844, kapten 1851, major 1860, överstelöjtnant och chef för Norrbottens fältjägarkår 1864, överste och chef för Hälsinge regemente 1874 och var överste i regementets reserv 1882–1884.
von Rehausen var vice ordförande i Gävleborgs läns hushållningssällskap 1868–1874, ordförande i direktionen för vägläggning till Arvidsjaur 1871 och i direktionen för upprensning av Sikforsen i Pite älv 1873-74 och inspektor för Hudiksvalls allmänna läroverk 1884–1887. Han var även kommunal- och landstingsordförande. 
von Rehausen var ledamot av Ridderskapet och adeln 1853–1854 och tillhörde senare första kammaren 1878, invald i Gävleborgs läns valkrets, samt var ledamot av andra kammaren 1879–1881 för Söderhamns och Hudiksvalls valkrets.